# Крестьянский тупик
Крестья́нский тупи́к — улица в центре Москвы в Таганском районе от Крестьянской площади.

## Происхождение названия
Название получил в 1922 году «в честь советского крестьянства». До этого — Новоспасский тупик.

## Описание
Крестьянский тупик начинается от Крестьянской площади и Новоспасского проезда, проходит сначала на восток параллельно Лаврову переулку, затем поворачивает на север и выходит на него.

## Здания и сооружения

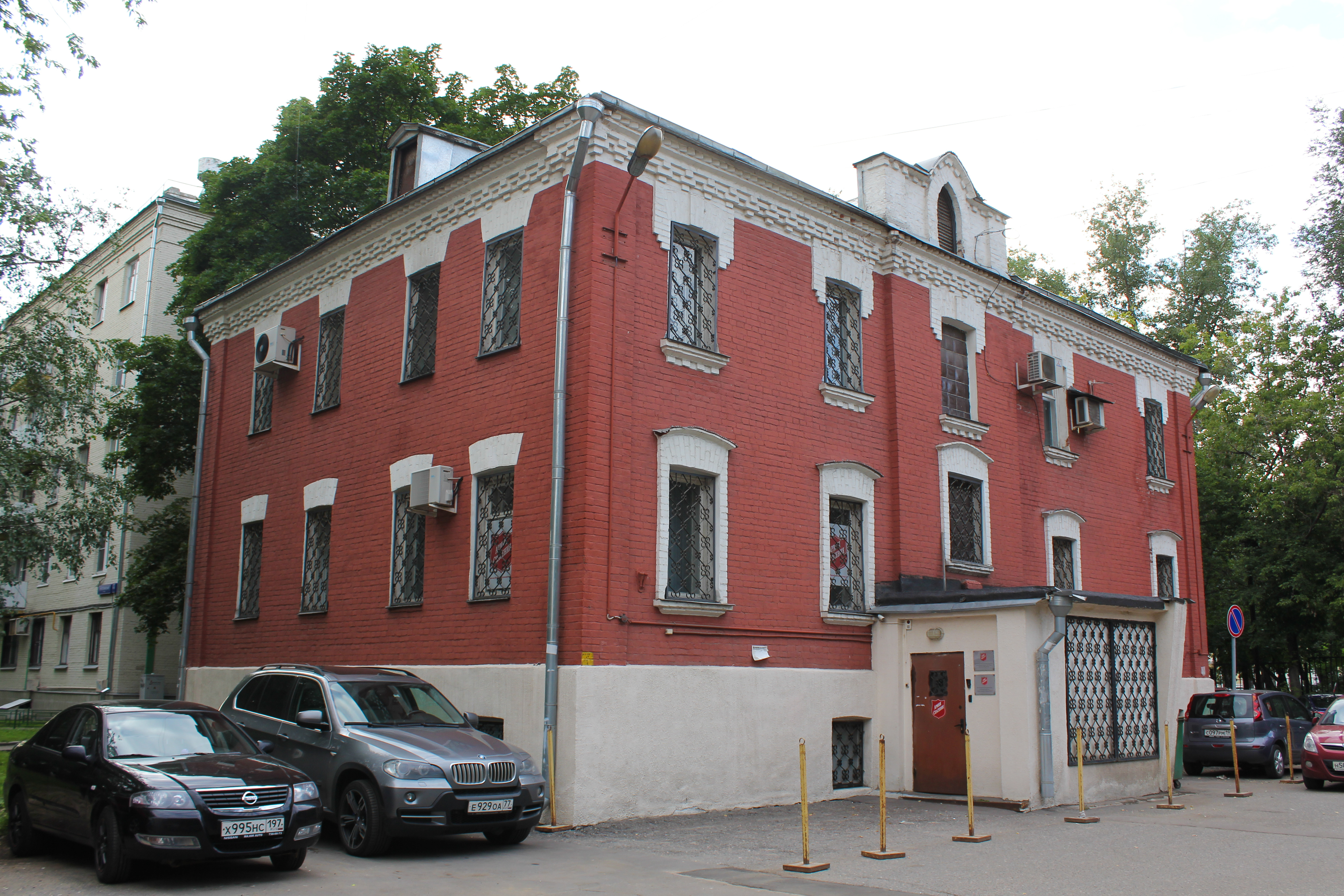
Здание Армии спасения.

По нечётной стороне:
По чётной стороне:
- № 16/1 — Армия спасения (ранее).